# 미스 마션

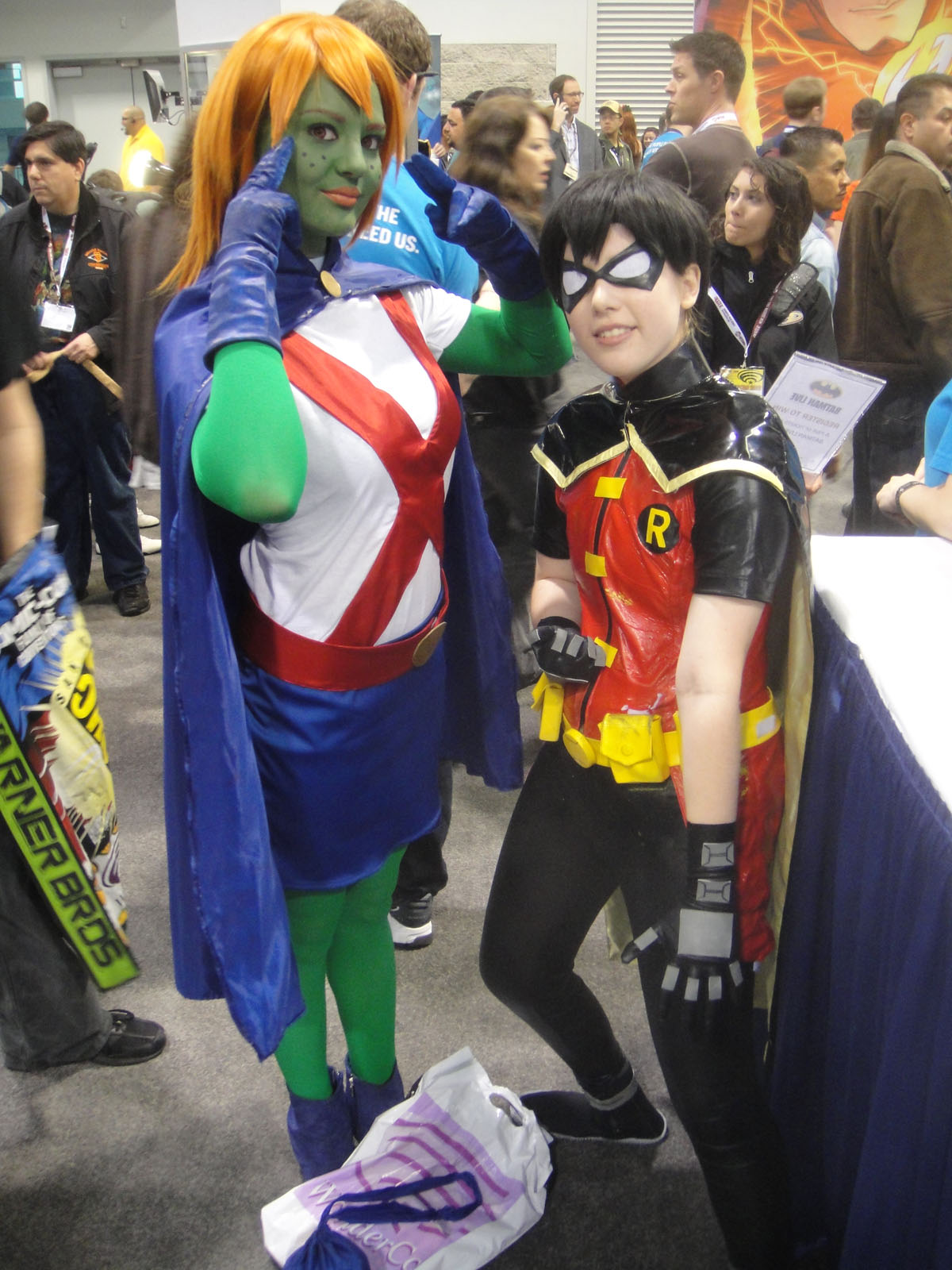

미스 마션(영어: Miss Martian)은 DC 코믹스의 슈퍼히어로 캐릭터이다. 틴 타이탄스와 영 저스티스의 멤버로, 저스티스 리그의 마션 맨헌터처럼 화성에서 온 인물. 화성인 본명은 M'gann M'orzz이며 지구에서는 메건 모스(Megan Morse)라는 이름을 지었다. 2006년 8월 《틴 타이탄스》 37호에 처음 등장했고, 제프 존스와 토니 대니얼이 공동 창작하였다.

## 담당 배우
- 슈퍼걸(2015) - 샤론 릴

## 담당 성우

### TV 애니메이션
- 영 저스티스(2010) - 대니카 매켈러

### 비디오 게임
- 영 저스티스: 레거시(2013) - 대니카 매켈러
- 레고 배트맨 3: 비욘드 고담(2014) - 로라 베일리

## 같이 보기
- 마션 맨헌터